# (5880) 1992 MA
(5880) 1992 MA es un asteroide perteneciente al cinturón de asteroides, región del sistema solar que se encuentra entre las órbitas de Marte y Júpiter, más concretamente a la familia de Temis, descubierto el 22 de junio de 1992 por Seiji Ueda y el astrónomo Hiroshi Kaneda desde el Kushiro Marsh Observatory, Hokkaido, Japón.

## Designación y nombre
Designado provisionalmente como 1992 MA. 

## Características orbitales
1992 MA está situado a una distancia media del Sol de 3,083 ua, pudiendo alejarse hasta 3,584 ua y acercarse hasta 2,583 ua. Su excentricidad es 0,162 y la inclinación orbital 0,390 grados. Emplea 1978,01 días en completar una órbita alrededor del Sol.

## Características físicas
La magnitud absoluta de 1992 MA es 12,7. Tiene 13,553 km de diámetro y su albedo se estima en 0,083. 